# نالباخ
نالباخ (به آلمانی: Nalbach) یک شهر در آلمان است که در زارلاند واقع شده‌است.

## خصوصیات
نالباخ ۲۲٫۴۳ کیلومترمربع مساحت دارد ۱۸۹–۴۱۴ متر بالاتر از سطح دریا واقع شده‌است.